# Callidium faber
Callidium faber är en skalbaggsart som beskrevs av Newman 1840. Callidium faber ingår i släktet Callidium och familjen långhorningar. Inga underarter finns listade.